# 肖芭·德
肖芭·拉哈德亚克莎（英語：Shobha Rajadhyaksha，1948年1月7日—）也被称为肖芭·德（英語：Shobhaa De），印度专栏作家和小说家。德因在小说作品中描绘社交名媛和性爱而闻名，被称为“印度的杰基·柯林斯”。

## 早年生活
肖芭·德出生于印度马哈拉施特拉邦萨塔拉的一个薩拉斯瓦蒂婆羅門印度教徒家庭，在孟买吉尔冈长大。她跟随泽尼特·阿曼开始了模特兒职业生涯。

## 职业生涯
在成为模特之后，她又于1970年开始从事新闻事业，在此期间她创办并编辑了三本杂志。20世纪80年代，她为《印度时报》周日杂志撰稿。在她的专栏中，她经常去探索名人在孟买的社交生活。目前，她是几家报纸和杂志的自由撰稿人和专栏作家。也是几个电视剧的编剧。

## 争议
湿婆军抗议肖芭·德发表的一些观点，包括将孟买与马哈拉施特拉分开，建立一个独立的实体。
在2016年夏季奧林匹克運動會期间，德在一条推文中认为印度运动员参加奥运会只是为了自拍并花费政府资金。她的评论得到了各方的广泛批评。